# 寺谷広司
寺谷 広司（てらや こうじ）は、日本の法学者。専門は国際法。学位は、学士（法学）（東京大学）。東京大学法学部卒業。現在、東京大学大学院法学政治学研究科教授。

## 略歴
- 北海道札幌南高等学校38期
- 1994年3月 - 東京大学法学部卒業
- 1994年4月 - 東京大学法学部助手（学士助手）
- 1997年 - 東京大学法学部講師
- 1999年 - 北海道大学法学部助教授
- 2004年 - 東京大学大学院法学政治学研究科助教授
- 2007年 - 東京大学大学院法学政治学研究科准教授
- 2011年 - 東京大学大学院法学政治学研究科教授

## 著作
- 『国際人権の逸脱不可能性――緊急事態が照らす法・国家・個人』（有斐閣、2003）
- 「人道・人権の理念と構造転換論――人道法は人権法の特別法か」『武力紛争の国際法』（東信堂、2004）
- 「内戦化する世界―現代武力紛争法の歴史的位相」『社会科学研究』54巻４号（2003）
- 「国際人権の基礎―国際人権はいかにして可能か」『ジュリスト』1244号（2003）
- 「国際人権の立憲性―国際人権諸条約におけるデロゲートできない権利を視角として」『国際法外交雑誌』100巻6号（2002）
- “Emerging Hierarchy in International Human Rights and Beyond: From the Perspective of Non-derogable Rights”, European Journal of International Law, Vol.12 No.5, 2001